# Gri-Gri
Gri-Gri (tyska: Grigri) är en operett i tre akter med musik av Paul Lincke med libretto av Heinrich Bolten-Baeckers efter en förlaga av Jules Chancel. Operetten hade urpremiär 25 mars 1911 i Köln. 18 februari 1913 hade Gri-Gri premiär på Stora teatern i Göteborg. I Stockholm har Gri-Gri bland annat spelats 1923 på Oscarsteatern med regi av Elvin Ottoson.